# Corneliu Calboreanu
Corneliu (Schwarz) Calboreanu (n. 1943, Bârlad – d. 22 octombrie 2011, Amsterdam) a fost un inginer de sunet român, cunoscut mai ales pentru colaborarea sa fructuoasă și substanțială cu formația de rock românească Phoenix.

## Biografie
Ultimii cca 30 de ani ai vieții a locuit la Amsterdam, Olanda.
A decedat în urma unui șoc cardiac.
A avut un fiu, Djim Phoenix Calboreanu, aka Djimbolia, membru al duo-ului olandez „Circus Hoppa”.